# Satsop River Bridges
Les Satsop River Bridges sont deux ponts américain près de Satsop, dans le comté de Grays Harbor, dans l'État de Washington. Construits en 1965, ces ponts en arc parallèles permettent le franchissement de la Satsop River par l'U.S. Route 12.